# Circonscription d'Oujda-Angad
 (avril 2025).
La circonscription d'Oujda-Angad est la circonscriptions législatives marocaines de la province de Oujda-Angad située en région Oriental. Elle est représentée dans la Xe législature par Andellah Hamal, Mohamed El Atmani, Omar Hejira et Belkassem Mir.

## Historique des députations
| Législature | Début de mandat  | Fin de mandat    | Députés élus | Députés élus            | Députés élus | Députés élus            | Députés élus | Députés élus            | Députés élus | Députés élus     |
| ----------- | ---------------- | ---------------- | ------------ | ----------------------- | ------------ | ----------------------- | ------------ | ----------------------- | ------------ | ---------------- |
| IXe         | 26 novembre 2011 | 7 octobre 2016   |              | Abdelaaziz Aftati (PJD) |              | Mohamed El Atmani (PJD) |              | El Arbi Chatouani (PAM) |              | Omar Hejira (PI) |
| Xe          | 8 octobre 2016   | 8 septembre 2021 |              | Abdellah Hamal (PJD)    |              | Mohamed El Atmani (PJD) |              | Belkassem Mir (PAM)     |              | Omar Hejira (PI) |
| XIe         | 9 septembre 2021 | ?                |              | Mohammed Houar (RNI)    |              | Omar Anane (USFP)       |              | Badia Elfilali (PAM)    |              | Omar Hejira (PI) |

## Historique des élections

### Découpage électoral d'octobre 2011

#### Élections de 2016
| Parti              | Parti                                               | Voix    | %      | Député(s) élus |  |
| ------------------ | --------------------------------------------------- | ------- | ------ | -------------- |  |
|                    | Parti authenticité et modernité (PAM)               | 30 448  | 39,58  | Youssef Haouar |  |
| Abdelkader Hadouri | Parti authenticité et modernité (PAM)               | 30 448  | 39,58  |                |  |
|                    | Parti de la justice et du développement (PJD)       | 28 610  | 37,19  | Abdellah Hamal |  |
| Mohamed El Atmani  | Parti de la justice et du développement (PJD)       | 28 610  | 37,19  |                |  |
|                    | Parti de l'Istiqlal (PI)                            | 9 939   | 12,92  |                |  |
|                    | Fédération de la gauche démocratique (FGD)          | 2 103   | 2,73   |                |  |
|                    | Union socialiste des forces populaires (USFP)       | 1 676   | 2,18   |                |  |
|                    | Rassemblement national des indépendants (RNI)       | 1 347   | 1,75   |                |  |
|                    | Mouvement populaire (MP)                            | 838     | 1,09   |                |  |
|                    | Parti du progrès et du socialisme (PPS)             | 700     | 0,91   |                |  |
|                    | Parti des Néo-Démocrates (PND)                      | 511     | 0,66   |                |  |
|                    | Union constitutionnelle (UC)                        | 186     | 0,24   |                |  |
|                    | Parti Al Ahd Addimocrati (AHD)                      | 155     | 0,20   |                |  |
|                    | Parti de la renaissance et de la vertu (PRV)        | 135     | 0,18   |                |  |
|                    | Front des forces démocratiques (FFD)                | 127     | 0,17   |                |  |
|                    | Parti de la liberté et de la justice sociale (PLJS) | 111     | 0,14   |                |  |
|                    | Parti de la gauche verte (PGV)                      | 50      | 0,06   |                |  |
|                    |                                                     |         |        |                |  |
| Inscrits           | Inscrits                                            | 230 003 | 100,00 |                |  |
| Abstentions        | Abstentions                                         | 153 067 | 66,55  |                |  |
| Exprimés           | Exprimés                                            | 76 936  | 33,45  |                |  |

L’élection des deux élus du Parti authenticité et modernité est annulée par la Cour constitutionnelle, à la suite des élections législatives partielles du 3 novembre 2017 c'est Omar Hejira (PI) et Belkassem Mir (PAM) qui sont élus.

#### Élections de 2021
| Parti       | Parti                                                       | Voix    | %      | Députés élus   |  |
| ----------- | ----------------------------------------------------------- | ------- | ------ | -------------- |  |
|             | Parti authenticité et modernité (PAM)                       | 21 979  | 35,91  | Badia Elfilali |  |
|             | Rassemblement national des indépendants (RNI)               | 19 678  | 32,15  | Mohammed Houar |  |
|             | Parti de l'Istiqlal (PI)                                    | 5 050   | 8,25   | Omar Hejira    |  |
|             | Union socialiste des forces populaires (USFP)               | 3 319   | 5,42   | Omar Anane     |  |
|             | Parti de la justice et du développement (PJD)               | 2 871   | 4,69   |                |  |
|             | Mouvement démocratique et social (MDS)                      | 2 285   | 3,73   |                |  |
|             | Parti des Néo-Démocrates (PND)                              | 790     | 1,29   |                |  |
|             | Parti socialiste unifié (PSU)                               | 741     | 1,21   |                |  |
|             | Union constitutionnelle (UC)                                | 715     | 1,17   |                |  |
|             | Alliance de la fédération de gauche (AGD)                   | 684     | 1,12   |                |  |
|             | Mouvement populaire (MP)                                    | 674     | 1,10   |                |  |
|             | Parti du progrès et du socialisme (PPS)                     | 604     | 0,99   |                |  |
|             | Parti de l'unité et de la démocratie (PUD)                  | 488     | 0,80   |                |  |
|             | Parti démocratique de l'indépendance (PDI)                  | 300     | 0,49   |                |  |
|             | Parti de la renaissance et de la vertu (PRV)                | 273     | 0,45   |                |  |
|             | Parti de la liberté et de la justice sociale (PLJS)         | 262     | 0,43   |                |  |
|             | Parti vert marocain (PVM)                                   | 150     | 0,25   |                |  |
|             | Parti de la renaissance (PAN)                               | 122     | 0,20   |                |  |
|             | Parti marocain libéral (PML)                                | 116     | 0,19   |                |  |
|             | Parti de l'environnement et du développement durable (PEDD) | 106     | 0,17   |                |  |
|             |                                                             |         |        |                |  |
| Inscrits    | Inscrits                                                    | 246 604 | 100,00 |                |  |
| Abstentions | Abstentions                                                 | 185 397 | 75,18  |                |  |
| Exprimés    | Exprimés                                                    | 61 207  | 24,82  |                |  |